# Matt Haig

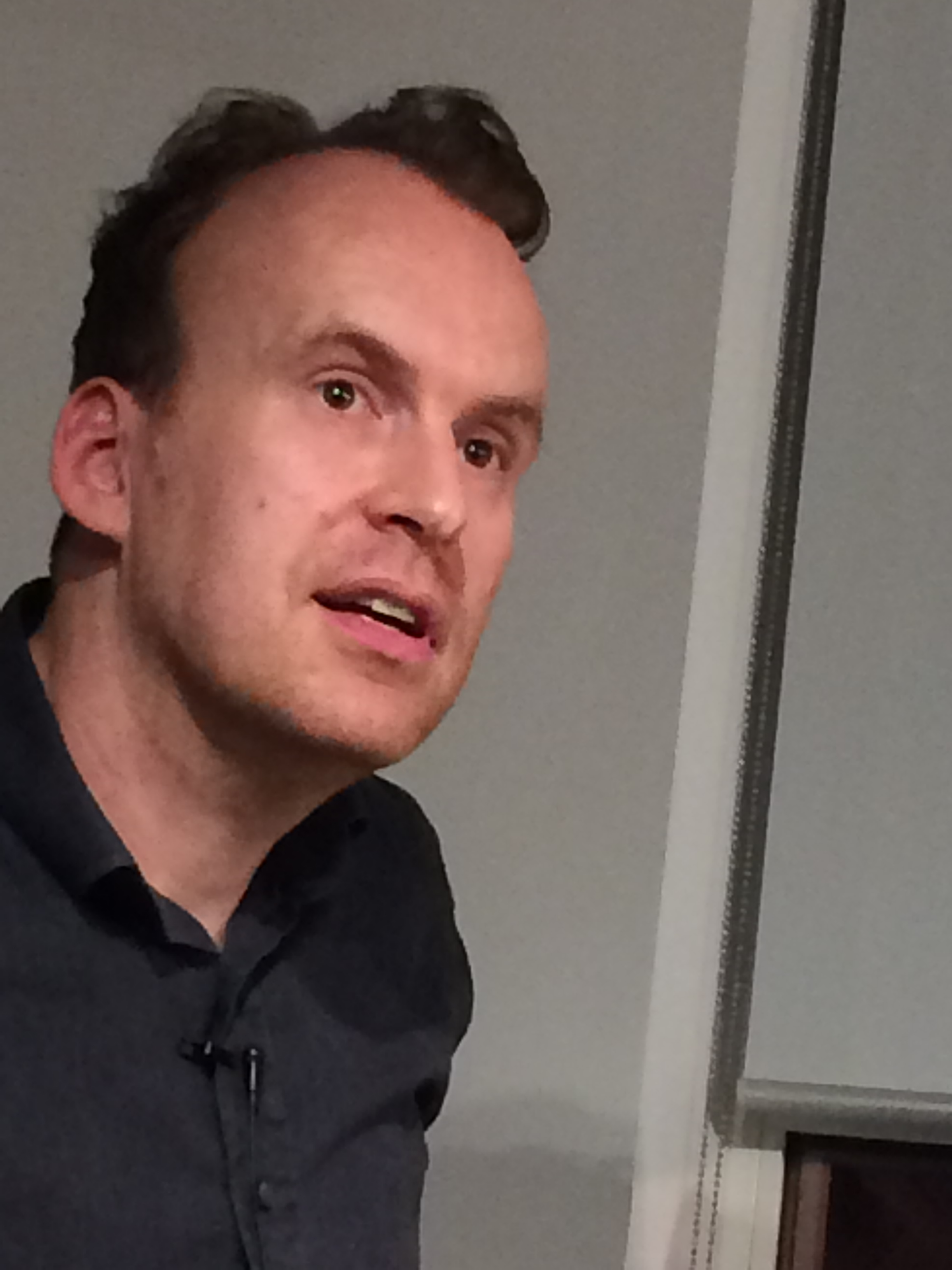
Matt Haig (2019)

Matt Haig (* 3. Juli 1975 in Sheffield, South Yorkshire, England) ist ein britischer Autor von Romanen und Sachbüchern sowie Journalist. Er schreibt Bücher für verschiedene Altersgruppen, häufig im Genre der spekulativen Fiktion. Viele seiner Bücher kreisen um das Wesen des Menschen und der Familie. Haig ist verheiratet und hat zwei Kinder, die Familie lebt in Brighton.

## Leben
Haig wurde 1975 in Sheffield geboren. An der University of Hull studierte er Englisch und Geschichte.
Nach seinem Studium managte er zusammen mit seiner damaligen Lebensgefährtin und heutigen Ehefrau Andrea Semple (beide haben zusammen die Kinder Lucas und Pearl), die auch Schriftstellerin ist, einen Nachtclub auf Ibiza. Hier erlitt der Schriftsteller im Jahre 1999 einen Zusammenbruch, nachdem ihm eine klinische Depression (MDD) diagnostiziert wurde. Die Erfahrungen mit seiner diagnostizierten Krankheit, seinem beinahe angegangenen Suizid und seinem Weg zurück ins Leben hat er in seinem 2015 erschienenen Sachbuch Reasons to Stay Alive verarbeitet. Das Buch wurde sein bis dahin größter kommerzieller Erfolg und von Kritikern, Patienten und Fachleuten gleichermaßen gelobt – so bekannte sich unter anderem Meghan Markle als Fan des Buchs. Auf der anderen Seite werden ihm eine Selbstinszenierung als "Mental Health Guru" und Verharmlosung durch die Darlegung einfacher Lösungsmöglichkeiten für die Krankheit vorgeworfen.
So beschreibt er Bücher und Literatur als eine für ihn wichtige Komponente auf dem Weg zurück ins Leben, räumt diesen eine Wirkung ähnlich der von pharmazeutischen Antidepressiva ein und bezeichnet sie als seine „Lebensretter“. In einem Interview von 2015 bezeichnet er sich als Atheist, hält es aber für wichtig, dass es Dinge gibt, an die man glaubt. Dabei stellt er Bücher als seinen wahren Glauben und die Bibliothek als seine Kirche dar. Als für sein Leben wichtigste Bücher nennt er mit Veröffentlichungen von A. A. Milne, Susan E. Hinton und Graham Greene zwei Autoren aus dem Bereich der Kinder- und Jugendliteratur.
Auf Grund der Erfahrungen in seiner Schulzeit unterrichtet er seine Kinder zu Hause.
Nach seinem Krankheitsausbruch auf Ibiza kehrte er mit Andrea Semple nach England zurück und lebt mit seiner Familie im südenglischen Brighton.

## Schriftstellerische Karriere
Haig ist Autor von Romanen und Sachbüchern für Kinder, Jugendliche und Erwachsene. Dabei hält er sich oft an das Genre der Phantastik (bzw. spekulative Fiktion).
Seine Romane sind oft düstere und spitzfindige Interpretationen des Familienlebens. The Last Family in England (2004, Alternativtitel der US-Ausgabe: The Labrador Pact) ist eine Neuerzählung von Shakespeares Heinrich IV., Teil 1, Hauptfiguren sind hier Hunde. In deutscher Übersetzung von Tatjana Kruse erschien er 2006 als Für immer, euer Prince.
Sein zweiter Roman Dead Fathers Club (2006) basiert auf Hamlet und erzählt die Geschichte eines introvertierten 11-Jährigen, der versucht, mit dem plötzlichen Tod seines Vaters und dem Erscheinen dessen Geistes zurechtzukommen. Auch dieses Buch wurde – unter dem Titel Nachricht von Dad – zwei Jahre nach der Erstveröffentlichung von Tatjana Kruse ins Deutsche übersetzt.
Sein dritter Roman für Erwachsene, The Possession of Mr Cave, behandelt einen zwanghaften Vater, der verzweifelt versucht, seine jugendliche Tochter zu beschützen. Es ist Haigs bislang einziger Roman, der nicht dem Genre der spekulativen Fiktion zugeordnet wird.
Haigs Kinderbuch Shadow Forest (2007, US-Alternativtitel: Samuel Blink and the Forbidden Forest) ist ein Fantasy-Roman, der mit dem schrecklichen Tod der Eltern des Protagonisten Samuel Blink beginnt und von seiner Aufarbeitung erzählt. Es gewann den Nestlé-Kinderbuchpreis 2007. Der Titel der deutschen Übersetzung lautet Im Schattenwald, übersetzt wurde es von Knut Krüger (Nur mal schnell das Mammut retten).
2008 folgte die daran anknüpfende Erzählung Runaway Troll (alternativ Samuel Blink and the Runaway Troll).
Haigs Vampirgeschichte The Radleys (deutscher Titel Die Radleys, Übersetzung durch Friederike Levin) wurde 2011 veröffentlicht.
Nach diesem Buch gab es laut Ansicht des Autors durch einen Verlags- und damit auch Lektorenwechsel eine wichtige Veränderung seiner schriftstellerischen Laufbahn, weil sie inhaltlich zu einer optimistischeren Ausrichtung seiner Publikationen führte.
2011 erschien die Kurzgeschichte The Ghost Walk, ein Jahr später der Roman To Be a Cat. Beide liegen bislang nicht in deutscher Übersetzung vor.
2013 publizierte er seinen bis dahin international erfolgreichsten Roman The Humans. Der Roman erzählt von einem Außerirdischen, der die Gestalt eines von seinen Auftraggebern getöteten genialen Mathematikprofessors annimmt, um Spuren seiner Arbeit zu vernichten und alle Mitwissenden zu töten. Damit soll die Zukunft des Universums und seiner eigenen Spezies gerettet werden, denn der Cambridge-Professor hatte die Riemannsche Vermutung – eines der sogenannten Millennium-Probleme – bewiesen. Dieser Beweis würde, dem Roman zufolge, einen gewaltigen Sprung in der technischen Entwicklung der Menschheit nach sich ziehen, auf den das Wesen der Menschen nicht vorbereitet ist und mit dem sie nicht angemessen umgehen könnten. Während der Alien also erst sämtliche technischen Spuren des gefährlichen Fortschritts beseitigt und sich dann den involvierten Menschen zuwendet, entwickelt er ungeahnte Gefühle für die Frau und den jugendlichen Sohn des Professors und macht darüber hinaus eine Vielzahl für ihn faszinierender Beobachtungen über diese „Spezies mittelmäßiger Intelligenz“ aus einer besonders einsamen Ecke des Universums. Er kann den Auftrag nicht zu Ende führen und entschließt sich, die Privilegien seines hochentwickelten und unsterblichen Volks für ein menschliches Dasein auf der Erde aufzugeben. Der Roman wurde unter anderem in seiner französischen Übersetzung von Valérie Le Plouhinec (Humains) für den Grand Prix de l’Imaginaire nominiert. Die Hamburger Morgenpost nannte den Roman „lustig, philosophisch und romantisch“, die Sunday Times schrieb „Haigs höchst origineller Roman von Liebe, Sehnsucht und Erdnussbutter ist lustig, schlau und sehr, sehr liebenswürdig.“ Die Daily Mail nannte ihn einen „Roman mit einem ganz großen Herzen.“ Sophie Zeitz übersetzte ihn unter dem Titel Ich und die Menschen ins Deutsche, noch 2013 produzierte Der Hörverlag ein von Christoph Maria Herbst eingesprochenes Hörbuch.
Der Erfolg des Romans veranlasste Haig, im Folgejahr einen zugehörigen „Ratgeber“ zu veröffentlichen: In Die Menschen von A bis Z versucht die außerirdische Hauptfigur in alphabetischer Reihenfolge und auch sonst im Stil eines Wörterbuchs viele Begriffe der menschlichen Zivilisation nach ihrem Verständnis zu erklären (von Alleinsein über Monogamie und Pfannengericht bis zum Zuhause). Es richtet sich laut Klappentext an „Neulinge auf der Erde und überhaupt alle, die sich in menschlichen Dingen manchmal verheddern“ und „enthält, alphabetisch sortiert, allerlei nützliche Informationen über die Spezies Mensch.“
2014 erschien Echo Boy. Die gleichnamige deutsche Übersetzung stammt von Violeta Topalova und kam 2016 auf den Markt.
Sein 2015 veröffentlichtes Sachbuch über seine bei ihm diagnostizierte Depression, Reasons to Stay Alive, erreichte Platz eins der Sunday-Times-Bestsellerliste und hielt sich in der Top-10-Bestsellerliste des Vereinigten Königreichs über 46 Wochen. Das Hörbuch hierzu sprach er erstmals selbst ein. Die Memoiren brachten ihm 2016 die Literaturauszeichnung Books Are My Bag Readers’ Awards ein.
Das ähnlich erfolgreiche Kinderbuch A Boy Called Christmas (2015) wird von Studiocanal und Blueprint Pictures als Film adaptiert; Danny Perkins agiert als Produzent, das adaptierte Drehbuch stammt von Ol Parker. Eine deutsche Übersetzung von Sophie Zeitz erschien 2016 unter dem Titel Ein Junge namens Weihnacht.
Ebenfalls 2016 veröffentlichte Haig eine Fortsetzung der Geschichte unter dem Titel The Girl Who Saved Christmas (deutscher Titel: Das Mädchen, das Weihnachten rettete). 2017 folgte mit Father Christmas and Me ein dritter Teil. Chris Mould illustrierte die Kinderbücher.
2017 publizierte Haig den Roman How to Stop Time, eine Geschichte über einen scheinbar 40-jährigen Mann, der tatsächlich bereits seit über 400 Jahren auf der Erde lebt und in dieser Zeit Menschen wie William Shakespeare, Captain Cook und F. Scott Fitzgerald begegnete. In einem Interview mit dem Guardian verkündete Haig, Studiocanal habe sich die Filmrechte an dem Buch gesichert und Benedict Cumberbatch werde als Darsteller für die Hauptfigur in Erwägung gezogen. Das Buch wurde 2017 für die Literaturauszeichnung Books Are My Bag Readers’ Awards nominiert.
Im Januar 2021 erschien Die Mitternachtsbibliothek, für die er von seinem Verlag einen Vorschuss von 600.000 £ erhielt. In diesem Roman befindet sich die Hauptfigur Nora in einer persönlichen Krise und beschließt, sich das Leben zu nehmen. Bevor es dazu kommt, landet sie in einer Bibliothek, in der jedes Buch einen anderen Lebensweg beinhaltet. Sie hat nun die Möglichkeit, sich anzusehen, wie ihr Leben verlaufen wäre, wenn sie eine andere Entscheidung getroffen hätte. Zum Beispiel kann sie sich in ihr Leben als erfolgreiche Musikerin, Glaziologin oder Philosophin versetzen und somit entscheiden, welches Leben für sie das Beste wäre. Der Roman handelt sowohl vom für den Autor typischen Thema der Depression als auch von der mangelnden Sinnhaftigkeit, frühere Entscheidungen zu bereuen. So erkennt die Hauptperson im Verlauf des Romans, dass die vermeintlich guten Entscheidungen oft zu noch größerem Unglück geführt hätten. In der Literaturkritik wurde es als leicht zu lesende Bettlektüre bezeichnet und insbesondere die Darstellung der Bibliothek als sowohl sachlicher als auch magischer Ort hervorgehoben. Als eine Begründung für den großen Erfolg des Buchs vermutete man unter anderem das Aufzeigen von grenzenlosen Möglichkeiten in einer aktuell als sehr unsicher empfundenen Zeit. Nach anderen Rezensionen kann das Buch durchaus einen Wechsel in der Lebenseinstellung des Lesers bewirken. Es sei ein guter Einstieg in die Gattung der spekulativen Fiktion, es zeichne sich durch einen einfachen Schreibstil und Handlungsverlauf aus. Das Buch war ein großer internationaler Erfolg, so wurden in der Heimat des Autors mehr als eine Million Exemplare verkauft, auf der The New York Times Best Seller List stand es in der Ausgabe vom 6. Februar 2022 auf Platz 1, nachdem es vorher schon 58 Wochen und damit im gesamten Kalenderjahr 2021 auf der Liste gestanden hatte. Diese Spitzenplatzierung konnte es in der Ausgabe vom 20. Januar 2022 wiederholen. Auch in Deutschland konnte sich der Titel im Jahr 2021 insgesamt 37 Wochen auf der Spiegel-Bestsellerliste platzieren. 2021 folgte das Sachbuch The Comfort Book – Gedanken, die mir Hoffnung machen.
2024 erschien der Roman Die Unmöglichkeit des Lebens, „eine abgefahrene Mischung aus Science Fiction, Ratgeber, Haruki Murakami und Rosamunde Pilcher“. Haig kehrt hier literarisch in seine frühere Wahlheimat Ibiza zurück.

## Werke
In Klammern steht der Verlag der Erstveröffentlichung.

### Romane
- 2004: The Last Family in England (Jonathan Cape); Alternativtitel (USA): The Labrador Pact
  - Für immer, euer Prince, Ü: Tatjana Kruse (Goldmann Verlag 2006)
- 2006: The Dead Fathers Club (Jonathan Cape)
  - Nachricht von Dad, Ü: Tatjana Kruse (Goldmann Verlag 2008)
- 2008: The Possession of Mr Cave (The Bodley Head)
  - Der fürsorgliche Mr. Cave, Ü: Sabine Hübner (Droemer Knaur 2022)
- 2010: The Radleys (Canongate Books)
  - Die Radleys, Ü: Friederike Levin (Kiepenheuer & Witsch 2011)
- 2013: The Humans (Canongate Books)
  - Ich und die Menschen, Ü: Sophie Zeitz (dtv 2014)
- 2014: The Humans: An A–Z (Canongate Books)
  - Die Menschen von A bis Z, Ü: Sophie Zeitz (dtv 2015)
- 2017: How to Stop Time (Canongate Books)
  - Wie man die Zeit anhält, Ü: Sophie Zeitz (dtv 2018)
- 2020: The Midnight Library (Canongate Books)
  - Die Mitternachtsbibliothek, Ü: Sabine Hübner (Droemer Knaur 2021)
- 2024: The Life Impossible (Canongate Books)
  - Die Unmöglichkeit des Lebens, Ü: Sabine Hübner, Bernhard Kleinschmidt und Thomas Mohr (Droemer Knaur 2024)

### Kinder- und Jugendbücher
- 2007: Shadow Forest (Jonathan Cape); Alternativtitel (USA): Samuel Blink and the Forbidden Forest
  - Im Schattenwald, Ü: Knut Krüger (cbj 2007)
- 2008: Runaway Troll (Jonathan Cape); Alternativtitel (USA): Samuel Blink and the Runaway Troll
- 2013: To Be A Cat (Atheneum)
- 2014: Echo Boy (The Bodley Head)
  - Echo Boy, Ü: Violeta Topalova (dtv 2016)
- 2015: A Boy Called Christmas (Canongate Books)
  - Ein Junge namens Weihnacht, Ü: Sophie Zeitz (dtv 2016)
- 2016: The Girl Who Saved Christmas (Canongate Books)
  - Das Mädchen, das Weihnachten rettete, Ü: Sophie Zeitz-Ventura (dtv 2017)
- 2017: Father Christmas and Me (Canongate Books)
  - Ich und der Weihnachtsmann, Ü: Sophie Zeitz (dtv 2018)
- 2018: The Truth Pixie (Canongate Books)
- 2019: Evie and the Animals (Canongate Books)
- 2019: The Truth Pixie Goes to School (Canongate Books)
- 2020: Evie in the Jungle (Canongate Books)

### Sachbücher
- 2002: How Come You Don't Have An E-Strategy (Kogan Page)
- 2003: Brand Failures (Kogan Page)
- 2004: Brand Royalty (Kogan Page)
- 2011: Brand Success (Kogan Page)
- 2015: Reasons to Stay Alive (Canongate Books)
  - Ziemlich gute Gründe, am Leben zu bleiben, Ü: Sophie Zeitz-Ventura (2016)
- 2018: Notes on a Nervous Planet (Canongate Books)
  - Mach mal halblang. Anmerkungen zu unserem nervösen Planeten, Ü: Sophie Zeitz (2019)
- 2021: The Comfort Book (Canongate Books)
  - The Comfort Book – Gedanken, die mir Hoffnung machen, Ü: Hella Reese (2021)

### Hörbuchausgaben
- 2010: Die Radleys (Sascha Rotermund für Lübbe Audio)
- 2011: The Radleys (Mark Meadows für Audible Studios, englisch)
- 2013: The Humans (Mark Meadows für Audible Studios, englisch)
- 2014: Ich und die Menschen (Christoph Maria Herbst für Der Hörverlag)
- 2014: Echo Boy (Jane Collingwood und Thomas Judd für Jammer, englisch)
- 2015: Reasons to Stay Alive (Matt Haig für Canongate Books, englisch)
- 2016: Ziemlich gute Gründe, am Leben zu bleiben (Barnaby Metschurat für Der Audio Verlag)
- 2016: Ein Junge namens Weihnacht (Rufus Beck für Der Audio Verlag)
- 2017: Das Mädchen, das Weihnachten rettete (Rufus Beck für Der Audio Verlag)
- 2017: How to Stop Time (Mark Meadows für Canongate Books, englisch)
- 2017: Father Christmas and Me (Natascha McElhone für Canongate Books, englisch)
- 2018: Wie man die Zeit anhält (Christoph Maria Herbst für Der Hörverlag)
- 2021: Die Mitternachtsbibliothek (Annette Frier für Argon Verlag)
- 2024: Die Unmöglichkeit des Lebens (Leslie Malton für Argon Verlag)

## Auszeichnungen
- 2007: Nestlé Smarties Book Prize für Shadow Forest – gewonnen[11]
- 2015: Grand Prix de l’Imaginaire für The Humans  – nominiert[13]
- 2016: Books Are My Bag Readers’ Award für Reasons to Stay Alive – gewonnen[14]
- 2017: Books Are My Bag Readers’ Award für How to Stop Time – nominiert[14]
- 2018: LovelyBooks Leserpreis in der Kategorie Roman für Wie man die Zeit anhält
- 2021: LovelyBooks Leserpreis Gold in der Kategorie Unterhaltung für Die Mitternachtsbibliothek[24]